# Olympische Sommerspiele 1988/Synchronschwimmen
Bei den Olympischen Sommerspielen 1988 in Seoul wurden zwei Wettbewerbe im Synchronschwimmen ausgetragen.
Die Wettbewerbe wurden in der Jamsil-Schwimmhalle ausgetragen, sowohl im Solo-Wettkampf als auch im Duett kamen die Olympiasiegerinnen aus Kanada.

## Bilanz

### Medaillenspiegel
| Platz  | Land               | Gold | Silber | Bronze | Gesamt |
| ------ | ------------------ | ---- | ------ | ------ | ------ |
| 1      | Kanada             | 2    | –      | –      | 2      |
| 2      | Vereinigte Staaten | –    | 2      | –      | 2      |
| 3      | Japan              | –    | –      | 2      | 2      |
| Gesamt | Gesamt             | 2    | 2      | 2      | 6      |

### Medaillengewinner
| Disziplin | Gold                                  | Silber                                             | Bronze                            |
| --------- | ------------------------------------- | -------------------------------------------------- | --------------------------------- |
| Solo      | Carolyn Waldo                         | Tracie Ruiz-Conforto                               | Mikako Kotani                     |
| Duett     | Kanada Michelle Cameron Carolyn Waldo | Vereinigte Staaten Sarah Josephson Karen Josephson | Japan Miyako Tanaka Mikako Kotani |

## Ergebnisse

### Solo
| Platz | Land | Athletinnen             | Punkte  |
| ----- | ---- | ----------------------- | ------- |
| 1     | CAN  | Carolyn Waldo           | 200,150 |
| 2     | USA  | Tracie Ruiz-Conforto    | 197,633 |
| 3     | JPN  | Mikako Kotani           | 191,850 |
| 4     | FRA  | Muriel Hermine          | 190,100 |
| 5     | SUI  | Karin Singer            | 185,600 |
| 6     | GBR  | Nicola Shearn           | 181,933 |
| 7     | URS  | Christina Thalassinidou | 180,650 |
| 8     | FRG  | Gerlind Scheller        | 175,983 |

### Duett
| Platz | Land | Athletinnen                         | Punkte  |
| ----- | ---- | ----------------------------------- | ------- |
| 1     | CAN  | Michelle Cameron Carolyn Waldo      | 197,717 |
| 2     | USA  | Sarah Josephson Karen Josephson     | 197,284 |
| 3     | JPN  | Miyako Tanaka Mikako Kotani         | 190,159 |
| 4     | FRA  | Karine Schuler Anne Capron          | 184,792 |
| 5     | SUI  | Edith Boss Karin Singer             | 183,950 |
| 6     | URS  | Marija Tschernjajewa Tatjana Titowa | 182,667 |
| 7     | GBR  | Nicola Shearn Lian Goodwin          | 179,075 |
| 8     | MEX  | Sonia Cárdeñas Lourdes Candini      | 176,833 |